# オゼッラ・FA1B
オゼッラ・FA1B (Osella FA1B) はオゼッラ・スクアドラ・コルセが1980年のF1世界選手権に投入したフォーミュラ1カー。デザイナーはジョルジオ・ヴァレンティーニ。決勝最高成績は8位。

## 背景
チームは1980年、デビュー作のFA1でシーズンを争っていた。しかしながら初めの数か月でFA1は重量過多であることが判明した。加えて非常に重要なグラウンド・エフェクト効果で改善の余地があった。オーナーのビンチェンツォ・オゼッラは必要な改善が既存の車両の単なる変更では達成できないとして、1980年4月に新型車の開発を決定した。

## 開発
FA1Bの設計は前年にメルザリオのマシンをデザインしたジョルジオ・ヴァレンティーニが担当した。FA1Bはその前身FA1の基本機能に対応し、サスペンションはわずかに修正された。モノコックはFA1と同様にアルミニウム製であったが、FA1よりは狭い物となった。サイドポンツーンは拡大され、グラウンド効果の改善につながった。オゼッラはFA1BがFA1に比べて5パーセント以上ダウンフォースが改善されたと主張した。FA1Bも前作より大幅に軽量化した。搭載エンジンはコスワースDFVで変わらず、ギアボックスもヒューランド製がそのまま使用された。FA1Bは合計4台が製作され、1980年に1台が、1981年にはもう3台が製作された。

## レース戦績

### 1980年
FA1Bは第12戦イタリアグランプリに初めて投入された。ドライバーはエディ・チーバー。チーバーは予選通過し、決勝は12位で完走した。これはオゼッラにとってこのシーズン唯一の完走となった。残りの2戦はいずれもリタイアしている。

### 1981年
1981年シーズン、チームは体制を2台エントリーに拡大した。31番車はミゲル・アンヘル・ゲーラ、ピエルカルロ・ギンザーニ、ベッペ・ガビアーニがドライブした。32番車はガビアーニ、ギンザーニ、ジョルジオ・フランシア、ジャン＝ピエール・ジャリエがドライブした。最高位はジャリエによるドイツおよびイギリスでの8位。第13戦のイタリアグランプリでジャリエには新型のFA1Cが与えられた。セカンドドライバーのガビアーニはシーズン終了までFA1Bを使用した。

## F1における全成績
(key) （太字はポールポジション）
| 年     | チーム                       | エンジン                   | タイヤ | No. | ドライバー | 1   | 2   | 3   | 4   | 5   | 6   | 7   | 8   | 9   | 10  | 11  | 12  | 13  | 14  | 15  | ポイント | 順位 |
| ------ | ---------------------------- | -------------------------- | ------ | --- | ---------- | --- | --- | --- | --- | --- | --- | --- | --- | --- | --- | --- | --- | --- | --- | --- | -------- | ---- |
| 1980年 | オゼッラ・スクアドラ・コルセ | フォード-コスワース DFV V8 | G      |     |            | ARG | BRA | RSA | USW | BEL | MON | FRA | GBR | GER | AUT | NED | ITA | CAN | USA |     | 0        | NC   |
| 1980年 | オゼッラ・スクアドラ・コルセ | フォード-コスワース DFV V8 | G      | 31  | チーバー   |     |     |     |     |     |     |     |     |     |     |     | 12  | Ret | Ret |     | 0        | NC   |
| 1981年 | オゼッラ・スクアドラ・コルセ | フォード-コスワース DFV V8 | M      |     |            | USW | BRA | ARG | SMR | BEL | MON | ESP | FRA | GBR | GER | AUT | NED | ITA | CAN | CPL | 0        | NC   |
| 1981年 | オゼッラ・スクアドラ・コルセ | フォード-コスワース DFV V8 | M      | 31  | ゲーラ     | DNQ | DNQ | DNQ | Ret |     |     |     |     |     |     |     |     |     |     |     | 0        | NC   |
| 1981年 | オゼッラ・スクアドラ・コルセ | フォード-コスワース DFV V8 | M      | 31  | ギンザーニ |     |     |     |     | 13  | DNQ |     |     |     |     |     |     |     |     |     | 0        | NC   |
| 1981年 | オゼッラ・スクアドラ・コルセ | フォード-コスワース DFV V8 | M      | 31  | フランシア |     |     |     |     |     |     | DNQ |     |     |     |     |     |     |     |     | 0        | NC   |
| 1981年 | オゼッラ・スクアドラ・コルセ | フォード-コスワース DFV V8 | M      | 31  | ジャリエ   |     |     |     |     |     |     |     |     | 8   | 8   | 10  | Ret |     |     |     | 0        | NC   |
| 1981年 | オゼッラ・スクアドラ・コルセ | フォード-コスワース DFV V8 | M      | 32  | ガビアーニ | Ret | DNQ | DNQ | Ret | Ret | DNQ | DNQ | DNQ | DNQ | DNQ | DNQ | DNQ | DNQ | DNQ | DNQ | 0        | NC   |

## 参照
1. ↑  Ménard: La grande Encyclopédie de la Formule 1. 2000, S. 460.
2. 1 2  Hodges: Rennwagen von A–Z nach 1945. 1994, S. 205.
3. ↑  Hodges: A–Z of Grand Prix Cars. 2001, S. 185.
4. ↑  「Das Jahrhundert des Rennsports. 1997, S. 317,」ではFA1Bの重量を600kgと表示しているが、最低重量に達しない。この値の正確性には疑問がある。「La grande Encyclopédie de la Formule 1. 2000, S. 460.」を参照のこと。